# Избирательная комиссия Северной Ирландии
Избирательная комиссия Северной Ирландии (англ. Electoral Office for Northern Ireland, EONI) — национальная избирательная комиссия, созданная в 2001 году, независимый непартийный орган, который отвечает за проведение выборов и составление списка избирателей.
В своей работе комиссия руководствуется Законом о народном представительстве 1983 года (англ. Representation of the People Act 1983), Положением о народном представительстве 2008 года (англ. Representation of the People (Northern Ireland) Regulations 2008), Распоряжением об Ассамблее Северной Ирландии 2001 года (англ. Northern Ireland Assembly (Elections) Order 2001), Распоряжением о местных выборах 1985 года (англ. Local Elections (Northern Ireland) Order 1985) и Законом о выборах в Северной Ирландии 1962 года (англ. Electoral Law Act (Northern Ireland) 1962).
Основные обязанности комиссии:
- регистрация избирателей во всех избирательных округах Северной Ирландии;
- организация всех выборов и референдумов в Северной Ирландии;
- рекомендовать Государственному секретарю по Северной Ирландии[англ.] до 16 апреля каждого года, следует ли проводить регистрацию избирателей;
- действовать в качестве оценщика Комиссии по границам Северной Ирландии;
- выступать в качестве оценщика при Уполномоченном по границам местного самоуправления; а также

Глава комиссии должен ежегодно отчитываться перед Государственным секретарем о том, как он выполнял свои функции и в какой степени были достигнуты соответствующие цели регистрации избирателей в Северной Ирландии.
С 1 февраля 2017 года комиссией руководит профессиональный юрист и госслужащий Вирджиния Макви.